# M̂
De M̂ (onderkast: m̂) is een letter die voorkomt in het Latijns schrift en welke hoofdzakelijk wordt gebruikt in het Zuidelijk Min. De letter wordt gevormd door het karakter M met een daarboven geplaatste accent circonflexe.

## Gebruik

### Taal
De M̂ wordt gebruikt bij de romanisatie van de taalvariaties die binnen het Zuidelijk Min vallen, bijvoorbeeld bij het Taiwanees.
De kleine letter m̂ wordt in het Frans soms gebruikt als afkorting van het woord même. Het wordt in dit geval met name met de hand geschreven, daar het relatief omslachtig is om het karakter met een computertoetsenbord in te voegen.
In het Luxemburgs wordt de M̂ gebruikt om een nasalisatie van de M te weergeven. Dit geldt overigens ook voor de N̂ bij de letter N. De circonflexe kan zich ook over de klinker bevinden om deze nasalisatie aan te geven. Voor beide gevallen geldt dat de circonflexe slechts zelden wordt toegepast.

### Wetenschap
In de statistiek wordt een circonflexe gebruikt om een verwachte score of schatting bij een bepaalde variabele weer te geven. Bijvoorbeeld de geschatte waarde van een moderator of mediator zou weergeven kunnen worden als M̂.
In de studie naar quarks wordt de kleine letter m̂ gebruikt om de eenheidsvector van een magnetische as mee aan te duiden.

## Weergave op de computer
De letter M̂ kan worden weergegeven met de volgende Unicode-tekens: U+004D U+0302 (hoofdletter) en U+006D U+0302 (kleine letter). De eerste tekens in de twee reeksen geven respectievelijk de karakters M en m aan, en de laatste tekens geven de circonflexe aan.